# Northern Lite
Northern Lite est un groupe allemand de rock, originaire d'Erfurt.

## Histoire
Northern Lite est formé en 1997 par Andreas Kubat et Sebastian Bohn (DJ Boon). En 2001, Larry Lowe les rejoint en tant que guitariste. Lowe avait auparavant joué dans des groupes de reprises en Caroline du Sud et donne une touche rock au groupe, qui s'est jusqu'alors plutôt consacré à la techno. En 2004, Lowe est remplacé par Sascha Littek, originaire d'Erfurt. Larry Lowe continue en tant que DJ Fujimo et avec Kenny Laakinen dans le projet Toxigen.
Les habitants d'Erfurt se sont fait connaître par leurs concerts live dans de petits clubs en Allemagne, puis en Espagne, en Angleterre et au Japon. Northern Lite remporte en 2005 le Dance Music Award dans la catégorie « Best Indie/Electronic Artist ». Northern Lite représente son pays d'origine, la Thuringe, au Bundesvision Song Contest 2007 et se classe 6e. Le groupe se présente avec le titre Enemy, qu'il interprète en compagnie de Chapeau Claque. Enemy était jusqu'alors le seul titre en allemand de Northern Lite et est réécrit spécialement pour le Bundesvision Song Contest. Le titre original Enemy (sans Chapeau Claque) avait été publié auparavant sur l'album Unisex (2006). Il existe plusieurs autres versions de ce titre. Deux ans plus tard, il sort l'album Super Black.
Avec leur label 1st Decade Records, Kubat et Bohn fondent en 2000 à Erfurt une plateforme pour d'autres artistes comme par exemple Monosurround, Neonman ou Junghans.
En 2019, le groupe sort son 13e album, Revolution. Deux ans plus tard sort l'album Ja.

## Style musical
Le style musical de Northern Lite se caractérise par des éléments techno et electropop associés à des guitares rock. Il est souvent qualifié de néo-pop, ce terme — dérivé d'une série de compilations homonyme — regroupant toutes sortes d'electropop contemporaine.

## Discographie

### Albums studio
- 1999 : Small Chamber Works
- 2004 : Reach the Sun
- 2005 : Temper
- 2006 : Unisex (29e place des charts allemands[2])
- 2008 : Super Black
- 2009 : Letters and Signs – Part One
- 2010 : Letters and Signs – Part Two (57e place des charts allemands[2])
- 2011 : I Like
- 2012 : We Are – Live from Berlin
- 2013 : Memory Leaks
- 2015 : Ten
- 2016 : Shuffle Play
- 2016 : 23 (Best of)
- 2018 : 23 Live in Leipzig (Digital)
- 2018 : Back to the Roots (77e place des charts allemands[2])
- 2019 : Back to the Roots Live in Berlin
- 2019 : Evolution
- 2021 : Ja
- 2022 : Best of 25 Years Northern Lite
- 2022 : Unplugged
- 2023 : 25 Years (Live in Erfurt)
- 2024 : A History of Love

### Singles
| Année | Titre                                            | Album                        |
| ----- | ------------------------------------------------ | ---------------------------- |
| 2000  | Looking at You                                   | Reach the Sun                |
| 2001  | Trusting Blind                                   | Reach the Sun                |
| 2001  | Ways Ain't Working                               | Reach the Sun                |
| 2001  | Treat Me Better                                  | Reach the Sun                |
| 2002  | My Pain                                          | Reach the Sun                |
| 2002  | Everybody Loves You                              | Reach the Sun                |
| 2003  | Tyranids                                         | –                            |
| 2004  | Reach the Sun                                    | Reach the Sun                |
| 2004  | Gone                                             | Reach the Sun                |
| 2004  | Go with the Flow                                 | Temper                       |
| 2005  | No Escape                                        | Temper                       |
| 2005  | Disillusion                                      | –                            |
| 2005  | Something                                        | Temper                       |
| 2006  | Cocaine                                          | Unisex                       |
| 2006  | What You Want (61e place des charts allemands)   | Unisex                       |
| 2006  | I Don't Remember                                 | Unisex                       |
| 2007  | Enemy (51e place des charts allemands)           | Unisex                       |
| 2008  | Girl with a Gun (67e place des charts allemands) | Super Black                  |
| 2008  | Please                                           | Super Black                  |
| 2008  | Different (digital)                              | Super Black                  |
| 2009  | Letters and Signs (single numérique)             | Letters and Signs – Part One |
| 2009  | Flame (single numérique)                         | Letters and Signs – Part One |
| 2010  | Say My Name (single numérique, au Japon)         | Letters and Signs – Part Two |
| 2016  | Staring at the Sun                               | Shuffle Play                 |
| 2016  | I See a Darkness                                 | Shuffle Play                 |
| 2016  | You Are Not Alone                                | Shuffle Play                 |

### Remixes
- Transmitter – Never Mess (Northern Lite Remix)
- Rammstein – Rosenrot (Northern Lite Remix)
- Peaches – Set It Off (Northern Lite Remix)
- Echomen – Truth (Northern Lite Remix)
- Sono – 2000 Guns (Northern Lite Remix)
- Sono – 2000 Guns (Northern Lite Alt. Rmx)
- Generation Aldi – Tanze mit mir (Northern Lite Remix)
- Electric Blue – Set It Off (Northern Lite RMX)
- Monosurround – I Warned You Baby (Northern Lite Remix)
- Neonman – Future Is Pussy (Northern Lite Mix)
- The Horrorist – The Virus (Northern Lite Remix)
- Nitsch & Gleinser – Illusion (Northern Lite Remix)
- Yello – Planet Dada (Northern Lite Remix)
- Sonnit – Get Your Mind Free (Northern Lite RMX)
- Sigue Sigue Sputnik – Everybody Loves U (Northern Lite RMX)
- Joujouka – Punx Play Videogame (Northern Lite RMX)
- Codec & Flexor – Time Has Changed (Northern Lite RMX)
- Warren Suicide – Warren Suicide (Northern Lite RMX)
- Schiller avec Thomas D – Die Nacht … Du bist nicht allein (Northern Lite RMX)
- Apoptygma Berzerk – Back on Track (Northern Lite Remix)
- Cinema Bizarre – Lovesongs (They Kill Me) (Northern Lite Remix)
- Queens of the Stone Age – Go with the Flow (Cover)
- Ira Atari – Don't Wanna Miss Yo (Northern Lite Remix)
- Alvarez and Heppner – Vielleicht? (Northern Lite – Lite Remix)
- Sono – Same Same Same (feat. Northern Lite)